# Das Gesicht der Völker
 Das Gesicht der Völker  ist eine in Eisenach, Kassel, Regensburg, Rottmersleben und Tüchersfeld im Erich Röth Verlag erschienene Buchreihe mit Volksdichtungstexten (Märchen, Legenden, Sagen usw.) aus allen fünf Erdteilen.
Ursprünglich wurde die Idee zu der Reihe aus dem Bestreben nach einer Völkerverständigung mit den ehemaligen Kriegsgegnern in der Zeit nach dem Ersten Weltkrieg geboren. Daher wurden die beiden Reiseberichte von Hans Bessenrodt „Im Auto nach Paris“ (1928 – über Frankreich) und „Land der ‚Unehrlichkeit‘“ (1931 – über England) so konzipiert, dass sie mit Vorurteilen aufräumen sollten. Weitere Bände über Schottland, Island, Norwegen, Österreich, Spanien und auch Deutschland („Land der Tragik“) waren geplant, konnten aber nach 1933 nicht verwirklicht werden.
Nach der Wiederzulassung des Verlags 1947 in Eisenach griff Erich Röth die Idee der Reihe zunächst im Taschenbuchformat (für Zugreisende in der Manteltasche schnell einzustecken) wieder auf und veröffentlichte in ihr volksnahe Erzählungen. Nach den Bänden 1–4 fallen noch die Bände 8, 12, 14, 15 und 25 in dieses Muster. Mit Band 8 beginnt dabei ein neuer Gedanke Fuß zu fassen: Ab hier enthalten die einzelnen Bände zunehmend den Charakter vom jeweiligen Herausgeber selbst gesammelter Volksdichtungstexte.
Ab Band 29 tritt dabei zunehmend eine wissenschaftliche Begleitung hervor. Diether Röth, der Sohn des Verlegers Erich Röth, kommentierte seither die Texte und bestimmte sie nach dem internationalen Typensystem. Seiner Hand entstammte ab Band 12 auch die Buchausstattung.
Erst seit 1970 wurden die Bände mit fortlaufenden Nummern versehen und dann eine rückwärtige Folge festgelegt. Die beiden ursprünglichen Bände von Bessenrodt wurden dabei nicht mehr berücksichtigt.
Neben dieser Kernreihe gab es – ohne fortlaufende Nummerierung – in größerem Format eine etwas breitere Konzeption, die weitere Formen von Volkskunst aufnehmen sollte. So trägt z. B. auch das 1956 erschienene Buch von Kurt Reinhard: Chinesische Musik das Imprint der Reihe. Es wurde aber verlagsintern später in eine andere Editionsreihe sortiert, die den Titel „Bücher der Brücke“ trug. Auch Kohl-Larsens Der große Zug nach Mitternacht trägt das Imprint der Reihe „Das Gesicht der Völker“, allerdings ebenfalls ohne interne Nummerierung und mit dem Zusatz: „Erlebnisbücher“. Hier wurde zum Teil das ursprüngliche Genre aufgegriffen, das den beiden Bessenrodt-Büchern am Anfang zugrunde lag.
Zudem gab es anfangs Überschneidungen mit einer ebenfalls begonnenen Reihe namens „Erdkreis“. Der später eindeutige Charakter der Reihe „Das Gesicht der Völker“ als Sammlung von Märchen, Legenden, Sagen und Liedern hat sich also erst im Laufe der Zeit herausgeformt.
Eine diesbezügliche Entwicklung machte Hans Himmelhebers Eskimokünstler durch. Ursprünglich 1938 bei Strecker & Schröder in Stuttgart erschienen, gab der Erich Röth Verlag die zweite Auflage 1953 in Eisenach doppelt heraus: Die erste, eher schlichter gestaltete Edition trug noch das Imprint „Das Gesicht der Völker“, die etwas später erschienene gebundene Ausgabe hingegen das Imprint „Bücher der Brücke“.
Alle derartige Editionen, die zumindest zeitweise der Reihe beigeordnet waren, wurden in der folgenden Übersicht ohne Nummer an das Ende gestellt.

## Übersicht
- Bd. 1 Wladimir Korolenko: Als die Bandura sang. Sibirische Erzählungen. Röth, Eisenach 1949. (eigentl.: Ukrainische Märchen)
- Bd. 2 Wjatscheslaw Schischkow: Land im Regenbogen. Drei Erzählungen. Röth, Eisenach 1949
- Bd. 3 Ivan S. Turgenev: Jermolai und die schöne Müllerin. Erzählungen. Röth, Eisenach 1949
- Bd. 4 Wissarion Grigorjewitsch Belinski: Volkheit und Volk in Dichtung und Philosophie. Röth, Eisenach 1950.
- Bd. 5 Hans Himmelheber: Aura Poku. Volksdichtung aus Westafrika. Mythen, Tiergeschichten und Sagen. Sprichwörter, Fabeln und Rätsel. Röth, Eisenach 1951 / dazu: Hörbuch-CD Weltenton-Verlag, 2011.
- Bd. 6 Hans Himmelheber: Der gefrorene Pfad. Volksdichtung der Eskimo. Mythen u. Märchen, Legenden und Ahnengeschichten. Auf einer völkerkundlichen Forschungsreise in Südwest-Alaska und auf der Nunivakinsel. Röth, Eisenach 1951.
- Bd. 7 Andre Eckardt: Unter dem Odongbaum. Koreanische Sagen, Märchen u. Fabeln. Während eines zwanzigjährigen Aufenthalts in Korea gesammelt. Röth, Eisenach 1951.
- Bd. 8 Anton Tschechow: Die Steppe. Zwei Erzählungen. Hg.: Nikolai Gogol, Röth, Eisenach 1952.
- Bd. 9 Maximilian Lambertz: Die geflügelte Schwester und die Dunklen der Erde. Albanische Volksmärchen. Röth, Eisenach 1952.
- Bd. 10 Hans Nevermann: Die Reiskugel. Sagen und Göttergeschichten, Märchen, Fabeln u. Schwänke aus Vietnam. Röth, Eisenach 1952.
- Bd. 11 Hans Kähler: Die Insel der schönen Si Melu. Indonesische Dämonengeschichten, Märchen u. Sagen aus Simalur. 2. Auflage. Röth, Eisenach 1952, Regensburg 1991, ISBN 3-87680-235-0 / Hörbuch-CD. Röth, Rottmersleben 1999.
- Bd. 12 Giovanni Verga Trockenes Brot. Sizilianische Geschichten. Röth, Eisenach 1954.
- Bd. 13 Andre Eckardt: Die Ginsengwurzel. Koreanische Sagen, Volkserzählungen und Märchen. Während eines zwanzigjährigen Aufenthalts in Korea gesammelt. Röth, Kassel 1955.
- Bd. 14 Nikolai Gogol: Der Geistervogel. Gespenstische Geschichten. Hg.: Anton Tschechow. Röth, Eisenach 1955.
- Bd. 15 Arjyris Eftaliotis: Die Olivensammlerin. Griechische Erzählungen. Röth, Eisenach 1955.
- Bd. 16 Matthias Hermanns: Himmelsstier und Gletscherlöwe. Mythen, Sagen u. Fabeln aus Tibet. Röth, Eisenach 1955
- Bd. 17 Ludwig Mühlhausen: Diarmuid mit dem roten Bart. Irische Zaubermärchen. Röth, Eisenach 1956.
- Bd. 18 Hans Nevermann: Die Stadt der tausend Drachen. Götter- und Dämonengeschichten, Sagen u. Volkserzählungen aus Kambodscha. Röth, Eisenach 1956.
- Bd. 19 Ludwig Kohl-Larsen: Das Elefantenspiel. Mythen, Riesen- und Stammessagen. Volkserzählungen der Tindiga. Röth, Eisenach 1956.
- Bd. 20 Ludwig Kohl-Larsen: Das Zauberhorn. Märchen u. Tiergeschichten der Tindiga. Röth, Kassel 1956, ISBN 3-87680-258-X.
- Bd. 21 Theodor Koch-Grünberg: Geister am Roroíma. Indianer-Mythen, -Sagen u. -Märchen aus Guayana. Röth, Eisenach 1956.
- Bd. 22 Hans Nevermann: Stimme des Wasserbüffels. Malaiische Volkslieder. Röth, Eisenach 1956, ISBN 3-87680-261-X.
- Bd. 23 Hans Nevermann: Söhne des tötenden Vaters. Dämonen- und Kopfjägergeschichten aus Neuguinea. Röth, Eisenach 1957
- Bd. 24 Ingrid Kleine: Dildrum Katzenkönig. Englische Volkssagen. Röth, Eisenach 1957, ISBN 3-87680-266-0.
- Bd. 25 Sverre Patursson: Abal und die Möwen. Färöische Erzählungen. Röth, Eisenach 1957.
- Bd. 26 Else Byhan: Wunderbaum und goldener Vogel. Slowenische Volksmärchen. Röth, Eisenach 1958.
- Bd. 27 Ludwig Kohl-Larsen: Der Hase mit den Schuhen. Tiergeschichten der Iraku. Röth, Eisenach/Kassel 1958.
- Bd. 28 Herbert Baldus: Die Jaguarzwillinge. Mythen und Heilbringergeschichten, Ursprungssagen u. Märchen brasilianischer Indianer. Röth, Eisenach 1958, ISBN 3-87680-276-8.
- Bd. 29 Marianne Klaar: Christos und das verschenkte Brot. Neugriechische Volkslegenden u. Legendenmärchen. Röth, Eisenach 1963, ISBN 3-87680-281-4.
- Bd. 30 Ludwig Kohl-Larsen: Das Kürbisungeheuer und die Ama'irmi. Ostafrikanische Riesengeschichten. Röth, Kassel 1963, ISBN 3-87680-284-9.
- Bd. 31 Ludwig Kohl-Larsen: Schwarzer Eulenspiegel. Ostafrikanische Schwänke der Iraku. Röth, Kassel 1964, ISBN 3-87680-287-3.
- Bd. 32 Waldemar Liungman: Weißbär am See. Schwedische Volksmärchen von Bohuslän bis Gotland. Röth, Kassel 1965, ISBN 3-87680-289-X.
- Bd. 33 Ludwig Kohl-Larsen: Der Perlenbaum. Ostafrikanische Legenden, Sagen, Märchen und Diebsgeschichten. Röth, Kassel 1966, ISBN 3-87680-290-3.
- Bd. 34 Robert Klein: Das weisse, das schwarze und das feuerrote Meer. Finnische Volksmärchen. Röth, Kassel 1966.
- Bd. 35 Martin Gusinde: Nordwind - Südwind. Mythen und Märchen der Feuerlandindianer. Röth, Kassel 1966, ISBN 3-87680-294-6.
- Bd. 36 Ludwig Kohl-Larsen: Die Frau in der Kürbisflasche. Ostafrikanische Märchen der Burungi. Röth, Kassel 1967, ISBN 3-87680-295-4.
- Bd. 37 Ludwig Kohl-Larsen: Fünf Mädchen auf seinem Rücken. Ostafrikanische Mythen u. Märchen der Burungi. Während der Grabung nach dem afrikanischen Vormenschen aufgenommen. Röth, Kassel 1969, ISBN 3-87680-297-0.
- Bd. 38 Marianne Klaar: Tochter des Zitronenbaums. Märchen aus Rhodos. Röth, Kassel 1970, ISBN 3-87680-298-9.
- Bd. 39 Ludwig Kohl-Larsen: Reiter auf dem Elch: Volkserzählungen aus Lappland. Röth, Kassel Röth 1971, ISBN 3-87680-300-4.
- Bd. 40 Felix Karlinger: Das Feigenkörbchen. Volksmärchen aus Sardinien. Röth, Kassel 1973, ISBN 3-87680-302-0.
- Bd. 41 Wolfgang Laade: Das Geisterkanu. Südseemythen und -märchen aus der Torres-Strasse. Röth, Kassel 1974, ISBN 3-87680-304-7.
- Bd. 42 Ludwig Kohl-Larsen: Die steinerne Herde. Von Trollen, Hexen und Schamanen. Volkssagen aus Lappland. Röth, Kassel 1975, ISBN 3-87680-307-1.
- Bd. 43 Gisela Borcherding: Granatapfel und Flügelpferd. Märchen aus Afghanistan. Röth, Kassel 1975, ISBN 3-87680-308-X.
- Bd. 44 Ludwig Kohl-Larsen: Der Hasenschelm. Tiermärchen u. Volkserzählungen aus Ostafrika. Röth, Kassel 1976, ISBN 3-87680-309-8.
- Bd. 45 Ludwig Kohl-Larsen: Die Leute im Baum. Ostafrikanische Mythen und Ursprungssagen der Turu. Röth, Kassel 1978, ISBN 3-87680-315-2.
- Bd. 46 Marianne Klaar: Die Reise im goldenen Schiff. Märchen von Ägäischen Inseln. Röth, Kassel 1977, ISBN 3-87680-313-6.
- Bd. 47 Annette Heunemann: Der Schlangenkönig. Märchen aus Nepal. Röth, Kassel 1980, ISBN 3-87680-319-5.
- Bd. 48 József Vekerdi: Ilona Tausendschön. Zigeunermärchen u. -schwänke aus Ungarn. Hg.: Sandor Csenki, Röth, Kassel 1980, ISBN 3-87680-321-7.
- Bd. 49 Ludwig Kohl-Larsen: Das Haus der Trolle. Märchen aus Lappland. Röth, Kassel 1982, ISBN 3-87680-327-6.
- Bd. 50 Isidor Levin: Zarensohn am Feuerfluß. Russ. Märchen von der Weißmeerküste. Röth, Kassel 1984, ISBN 3-87680-337-3.
- Bd. 51 Ágnes Kovács: Der grüne Recke. Ungarische Volksmärchen. Röth, Kassel 1986, ISBN 3-87680-343-8.
- Bd. 52 Wolfgang Eschker: Der Zigeuner im Paradies. Balkanslawische Schwänke und lustige Streiche. Röth, Kassel 1986, ISBN 3-87680-342-X.
- Bd. 53 Marianne Klaar: Die Pantöffelchen der Nereïde. Griech. Märchen von der Insel Lesbos. Röth, Kassel 1987, ISBN 3-87680-345-4.
- Bd. 54 Helena Kapeuś: Die Kuhhaut. Polnische Volksmärchen. Röth, Kassel 1987, ISBN 3-87680-347-0.
- Bd. 55 Traude Pillai-Vetschera: Der Prinz aus der Mangofrucht. Indische Märchen. Röth, Kassel 1989, ISBN 3-87680-353-5.
- Bd. 56 Robert Bleichsteiner: Hufschläge am Himmel. Georgische Märchen. Röth, Regensburg 1990, ISBN 3-87680-357-8.
- Bd. 57 Howard Schwartz: Liliths Höhle. Jüdische Erzählungen aus dem Bereich des Übernatürlichen. Röth, Tüchersfeld 2014, ISBN 978-3-87680-400-2.

ohne Nummerierung:
- Hans Himmelheber: Eskimokünstler. Ergebnisse einer Reise in Alaska. 2. Auflage. Röth, Eisenach 1953.
- Kurt Reinhard: Chinesische Musik. Mit 35 Notenbeispielen, 2 chinesischen Notationen, 8 farbigen, 30 einfarbigen Bildtafeln und 5 Holzschnitten. Röth, Eisenach 1956.
- Alfons M. Dauer: Der Jazz. Seine Ursprünge und seine Entwicklung. Röth, Eisenach 1956, ISBN 3-87680-271-7.
- Simbo Janira: Kleiner grosser schwarzer Mann. Lebenserinnerungen eines Buschnegers. Röth, Eisenach 1956, ISBN 3-87680-259-8.
- Erich Wustmann: Klingende Wildnis. Erlebnisse in Lappland. Röth, Eisenach und Kassel 1956
- Ludwig Kohl-Larsen: Unter roten Hibiskusblüten. Ein Südseebuch. Röth, Eisenach & Kassel 1957
- Ludwig Kohl-Larsen: Der große Zug nach Mitternacht. Eine Wanderung mit den Lappen zum Nördlichen Eismeer. Röth, Eisenach & Kassel 1958.
- Don C. Talayesva: Sonnenhäuptling Sitzende Rispe: Ein Indianer erzählt sein Leben. Röth, Kassel 1964.